# Kertsch-Eltigener Operation

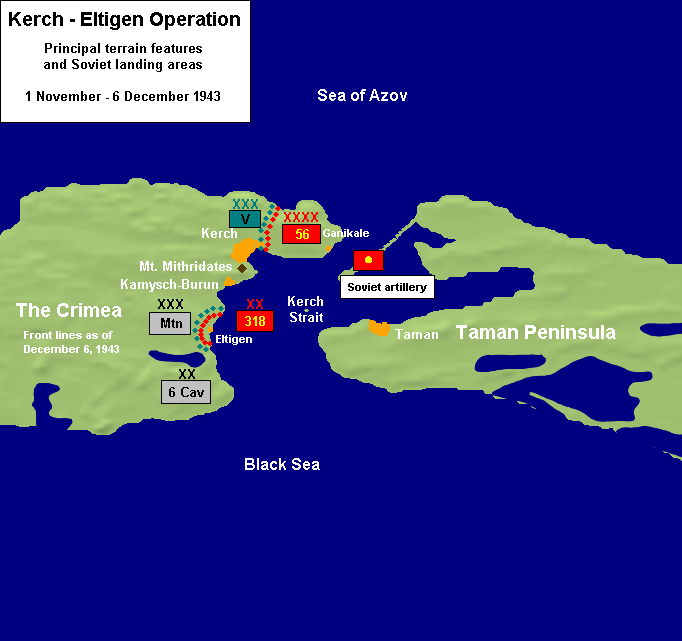
Die sowjetischen Landungsunternehmen auf der Krim, 1943

Die Kertsch-Eltigener Operation war ein amphibisches Landungsunternehmen, das die Rote Armee im November 1943 während des Zweiten Weltkriegs unternahm. Ziel der Operation war die Rückeroberung der Halbinsel Krim.

## Hintergrund
Nachdem die deutschen und rumänischen Truppen von den Armeen der sowjetischen Nordkaukasusfront im Kuban-Brückenkopf schwer bedrängt worden waren, wurde Anfang September 1943 während der Noworossijsk-Tamaner Operation (Unternehmen Brunhild) der Rückzug aus der Halbinsel Taman nach Kertsch eingeleitet. Das sowjetische Oberkommando wollte diesem Erfolg zwei amphibische Landungen an der Ostküste der Krim folgen lassen, die als Vorspiel für die Rückeroberung der gesamten Halbinsel Krim gedacht waren. Die südliche Ablenkungslandung sollte bei der Kleinstadt Eltigen erfolgen, der nördliche Hauptangriff bei Jenikale, nahe der Stadt Kertsch.

## Die Verteidigungsstreitkräfte der Achsenmächte
In der Schlacht am Dnepr hatte die 4. Ukrainische Front die deutsche 17. Armee auf der Krim vom Rest des deutschen Heeres abgeschnitten. Dennoch konnten die deutschen Truppen auf der Krim weiterhin auf dem Seeweg mit Nachschub versorgt werden. Der 17. Armee unterstanden das V. Armeekorps im Norden, das XXXXIX. Gebirgskorps, das die Landenge von Perekop zwischen dem ukrainischen Festland und der Krim kontrollierte, sowie rumänische Einheiten; darunter die Vânători de Munte, das rumänische Gebirgskorps, die in den südlichen und südöstlichen Gebieten der Krim aufgestellt waren. Außerdem verfügte die Wehrmacht über Flugabwehrkanonen-Verbände und 45 Sturmgeschütze zur Verstärkung ihrer Verteidigung. Befehlshaber der Achsenmächte war der deutsche General der Pioniere Erwin Jaenecke.

## Der sowjetische Angriff
Die Rote Armee übertrug die Landung der sowjetischen 18. Armee unter Befehl von Generaloberst Konstantin Nikolajewitsch Lesselidse, mit Leonid Breschnew als Mitglied des Militärrates, der 56. Armee, der Schwarzmeerflotte und der Asow-Flottille. Befehlshaber der 56. Armee war Generalleutnant Melnik, Oberkommandierender der Sowjetstreitkräfte war General Iwan Petrow, und als Befehlshaber der Marineoperationen fungierte Vizeadmiral L. A. Wladimirski. Trotz schlechtem Wetter und rauer See, die die Landungen verzögerten, gelang es der Roten Armee am 1. November, die 318. Schützendivision der 18. Armee unter Oberst W. F. Gladkow und das 386. Marineinfanterie-Bataillon bei Eltigen zu landen. Die Landung war dafür, dass alle verfügbaren Wasserfahrzeuge benutzt wurden und die Kommandostruktur durch die Dunkelheit und das schlechte Wetter verlorenging, bemerkenswert. Sich den Weg an Land freikämpfend, gelang es den sowjetischen Truppen, die rumänischen Verteidiger zurückzutreiben und einen kleinen Brückenkopf zu errichten.
Zwei Tage später landeten bei Ganikale mehr als 4400 Soldaten der sowjetischen 56. Armee (gelandet wurden Teile der 2. und 55. Gardeschützendivisionen und die 32. Schützendivision) und bildeten, unterstützt durch massives Artilleriefeuer aus Stellungen auf der Taman-Halbinsel, einen starken Brückenkopf, den das deutsche V. Armeekorps und die rumänische 3. Gebirgsdivision nicht eindrücken konnten. Bis zum 11. November landeten 27.700 Soldaten der Roten Armee in diesem Brückenkopf.

## Der Sieg der Achsenmächte bei Eltigen
Obwohl es der Roten Armee gelang, den Brückenkopf bei Eltigen durch die Landung des 117. Gardeschützenregiments zu verstärken, konnten sie nicht weiter als zwei Kilometer landeinwärts vordringen. Die Situation wurde dadurch verschlimmert, dass es den Deutschen gelang, eine Seeblockade des Brückenkopfes durch die Boote der 3. Räumbootsflottille zu errichten. Die deutsche 3. Räumbootsflottille war ursprünglich an der Ostsee stationiert. Versuche der sowjetischen Seite, den Brückenkopf bei Nacht zu versorgen, führten zu nächtlichen Nahkämpfen auf See, konnten aber den Nachschub nicht sichern. Die Versorgung des Brückenkopfes aus der Luft unterband die Luftwaffe.
Am 20. November 1943 wurde das Oberkommando der Nordkaukasusfront in Selbständige Küstenarmee umbenannt, die die Kontrolle über die Einheiten im Kertscher Brückenkopf übernahm. Die Streitkräfte der Achsenmächte belagerten den Brückenkopf fünf Wochen, bevor sie am 4. Dezember 1943 zum Gegenangriff übergingen. Rumänische mobile Truppen der 6. Division führten Ablenkungsangriffe vom Süden aus, während rumänische Gebirgstruppen mit der Unterstützung durch deutsche Sturmgeschütze von Westen her angriffen. Am 7. Dezember war der Brückenkopf zusammengebrochen; die rumänischen Truppen machten 1570 Gefangene und zählten 1200 gefallene Sowjetsoldaten bei 886 Mann eigenen Verlusten. Außerdem erbeuteten die Rumänen 25 Panzerabwehrkanonen und 38 Panzer.

## Gefechte am Mithridateshügel
Während des Zusammenbruchs des Brückenkopfs bei Eltigen gelang es etwa 820 Sowjetsoldaten, nach Norden aus dem Brückenkopf auszubrechen und den anderen Brückenkopf bei Ganikale zu erreichen, den im Zentrum der Stadt Kertsch direkt am Hafen gelegenen Mithridateshügel zu besetzen und die dortigen deutschen Artilleriestellungen zu nehmen. Durch diesen Angriff drohte der Zusammenbruch der deutschen Front um den Brückenkopf bei Ganikale, weshalb General Jaenecke auf die neue Lage reagierte und der rumänischen 3. Gebirgsdivision befahl, einen Gegenangriff gegen die sowjetischen Truppen zu führen. Am 11. Dezember eroberte das rumänische Militär den Mithridateshügel zurück und besiegte die zurückweichenden Truppen der Roten Armee. Eine unbekannte Anzahl sowjetischer Soldaten wurde von der Asow-Flottille unter dem Befehl von Konteradmiral Sergei Gorschkow nach Opasnaja im Brückenkopf von Ganikale evakuiert.

## Nachgeschehen
Angesichts starker deutscher Verstärkungen beschränkte sich die Rote Armee darauf, den Brückenkopf bei Ganikale zu befestigen. Bis zum 4. Dezember hatte die Rote Armee dort 75.000 Soldaten, 582 Geschütze, 187 Mörser, 128 Panzer, 764 Lastwagen und über 10.000 Tonnen Munition und anderes Material gelandet. Die Rote Armee stieß ungefähr neun Kilometer landeinwärts und in die Außenbezirke von Kertsch vor. Obwohl es den Achsenmächten anfangs gelang, die Krim gegen die sowjetische Landung zu verteidigen, brachte die Landung bei Kertsch die Rote Armee in eine günstige Ausgangsposition, um die gesamte Halbinsel Krim einzunehmen, was ihr in der Schlacht um die Krim bis zum Mai 1944 gelang.